# Embung
Embung (nep. इम्बुङ) – gaun wikas samiti we wschodniej części Nepalu w strefie Meći w dystrykcie Panchthar. Według nepalskiego spisu powszechnego z 2001 roku liczył on 455 gospodarstw domowych i 2378 mieszkańców (1234 kobiet i 1144 mężczyzn).